# پهنه بر (بهار)
پهنه‌بر (به کردی: پەینه‌بڕ) یکی از روستاهای تابعهٔ دهستان صالح‌آباد، بخش صالح‌آباد از توابع شهرستان بهار در استان همدان است. این روستا در ناحیه‌ای کوهپایه‌ای واقع شده و بر اساس شواهد تاریخی، قدمت آن به دوران اشکانیان بازمی‌گردد. پهنه‌بر در دورهٔ صفویان به‌واسطهٔ موقعیت جغرافیایی و منابع طبیعی، رونق قابل توجهی یافت. ساکنان این روستا عمدتاً از قوم کرد و از طایفهٔ جمور هستند که به زبانکردی گروسی
 تکلم می‌کنند. بر پایهٔ سرشماری عمومی سال ۱۳۹۵، جمعیت پهنه‌بر ۷۹۳ نفر در قالب ۲۴۲ خانوار بوده‌است.

## تاریخچه
روستای پهنه‌بر یکی از روستاهای با سابقه و تاریخی شهرستان بهار است که قدمت آن به دورهٔ اشکانیان بازمی‌گردد. موقعیت جغرافیایی مناسب و منابع طبیعی این منطقه باعث شده است که این روستا در طول تاریخ، به‌ویژه در دورهٔ صفویان، از اهمیت ویژه‌ای برخوردار باشد و شاهد رونق اقتصادی و فرهنگی باشد. ساکنان این روستا با حفظ هویت فرهنگی و اجتماعی خود، نقش مؤثری در توسعه و پایداری منطقه داشته‌اند. همچنین بر اساس منابع محلی، پهنه‌بر در دوره‌های مختلف تاریخی، از جمله زمان اشغال ایران توسط نیروهای روسی، صحنه مقاومت مردم این دیار در برابر نیروهای متجاوز بوده است که این امر نشانگر روحیهٔ ایثار و پایمردی ساکنان آن است. 

## وجه‌تسمیه
نام «پهنه‌بر» برگرفته از دو واژه در زبان کردی جنوب

 است؛ «پینه‌» به معنای گستره، دشت یا پهنه و «بر» به معنای لبه، کنار یا حاشیه. این ترکیب به‌طور دقیق موقعیت جغرافیایی روستا را که در کناره دشت و نواحی کوهپایه‌ای قرار دارد، منعکس می‌کند و نشان‌دهنده ارتباط عمیق ساکنان با طبیعت و محیط پیرامون است.
همچنین، در فرهنگ شفاهی و روایت‌های محلی، وجه‌تسمیه نام «پهنه‌بر» با رخدادی تاریخی مرتبط است. بنا بر این روایت‌ها، در زمان مقاومت مردم روستا در برابر نیروهای متجاوز روس، عبارتی با ریشه کردی به معنای «دیگر به دنبالشان نروید» یا «دست از تعقیب بردارید» توسط مردم بیان شد که به تدریج به صورت «پینه‌بر» تثبیت و به عنوان نام محل درآمد. این موضوع نه تنها بیانگر مقاومت و روحیه پایداری ساکنان است، بلکه نشان از نقش پررنگ فرهنگ و زبان کردی در هویت بخشی به این منطقه دارد.
با این وجود، به دلیل محدودیت منابع مستند و پژوهش‌های تاریخی و زبان‌شناسی، ریشه دقیق و مستند نام «پهنه‌بر» نیازمند بررسی‌های علمی و میدانی بیشتر است تا بتواند جایگاه قطعی خود را در تاریخ و فرهنگ منطقه پیدا کند.

## زبان
زبان رایج در روستای پهنه‌بر، زبان کردی کلهری است که یکی از گویش‌های محلی و قدیمی زبان کردی به شمار می‌آید. این گویش، ویژگی‌های خاص و منحصر به فردی دارد که آن را از دیگر لهجه‌های کردی متمایز می‌کند و بیانگر تاریخ و فرهنگ غنی مردم این منطقه است.
ساکنان پهنه‌بر ضمن حفظ زبان کردی، با زبان فارسی وترکی نیز آشنایی دارندچون فارسی به عنوان زبان رسمی و آموزشی کشور در ارتباطات روزمره و رسمی استفاده می‌شود. حفظ و انتقال این زبان محلی از نسلی به نسل دیگر، نقش مهمی در صیانت از هویت فرهنگی و اجتماعی مردم روستا ایفا می‌کند.
با توجه به اهمیت زبان‌های محلی در حفظ تنوع فرهنگی ایران، زبان کردی در پهنه‌بر به عنوان بخشی از میراث معنوی این جامعه است.

## نژاد
مردم روستای پهنه‌بر به عنوان بخشی از قوم بزرگ کُرد، ریشه‌هایی عمیق درتاریخ ایران دارند که به اقوام باستانی ماد مرتبط است. مادها یکی از قبایل مهم آریایی بودند که در تاریخ ایران باستان نقش برجسته‌ای ایفا کردند و تأثیرات فرهنگی و زبانی آن‌ها در منطقه همدان مشهود است. این ارتباط تاریخی باعث شده تا مردم پهنه‌بر به عنوان وارثان تمدنی کهن با هویت ملی و فرهنگی ویژه شناخته شوند.

## نگارخانه

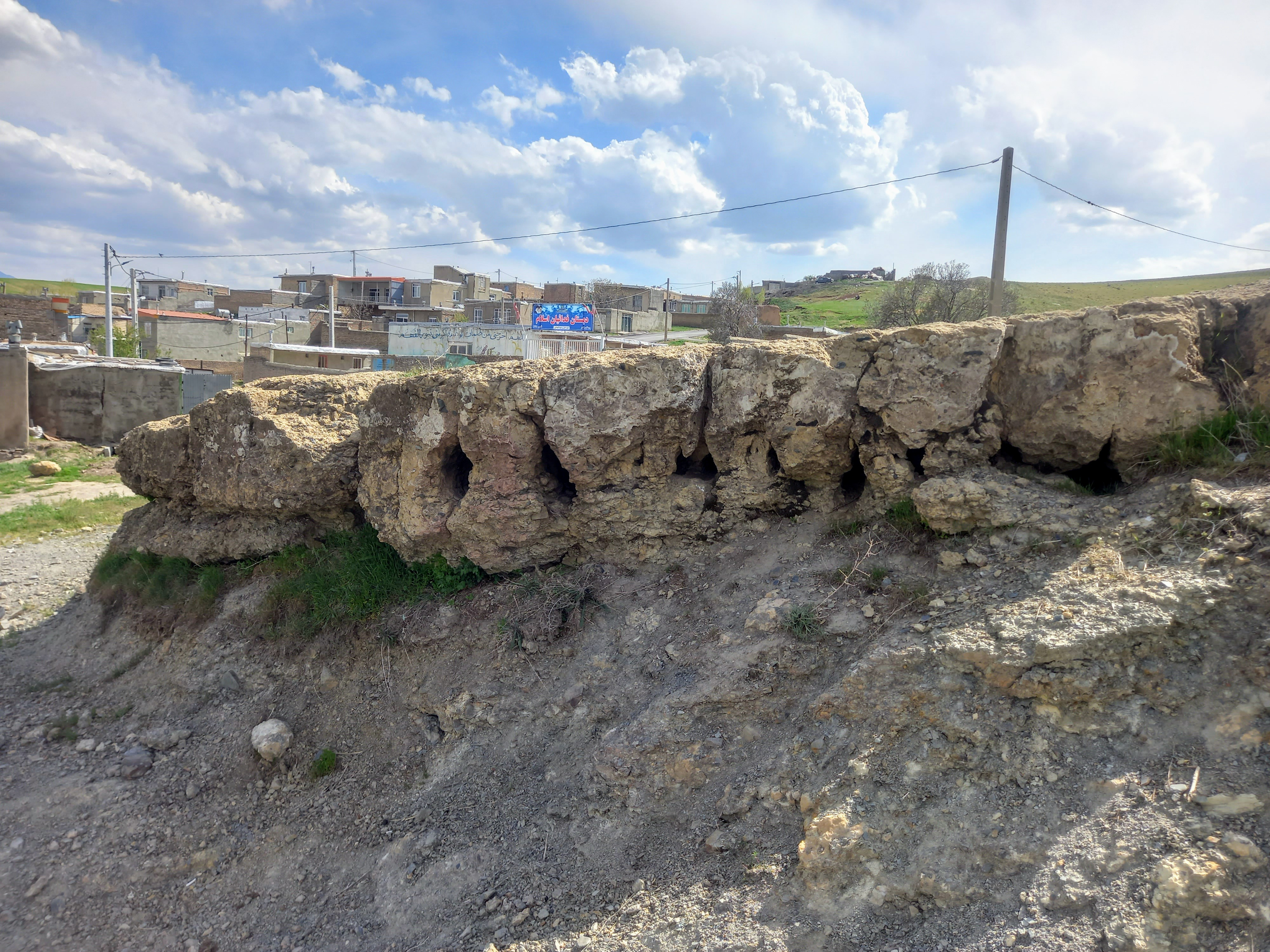
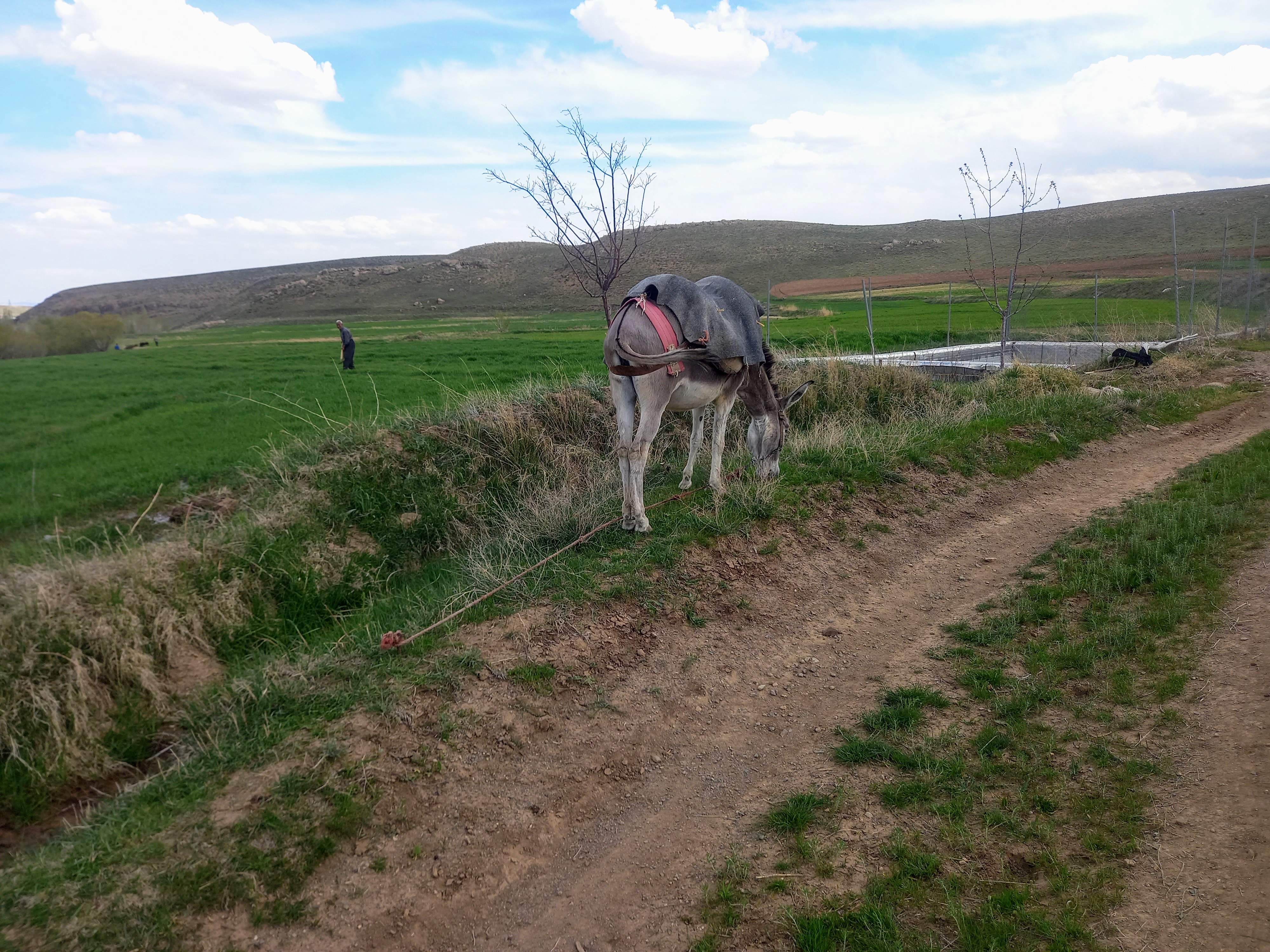
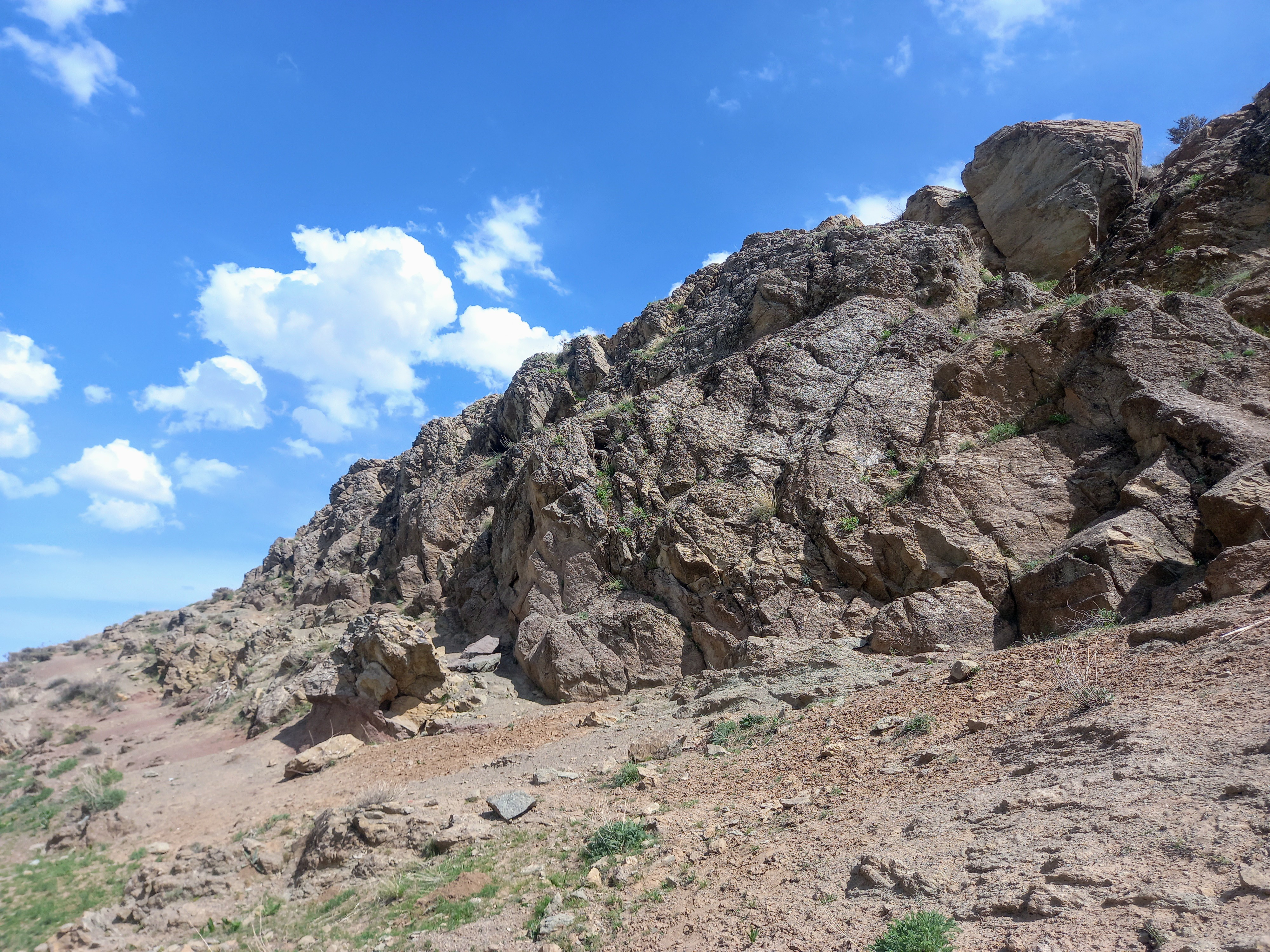
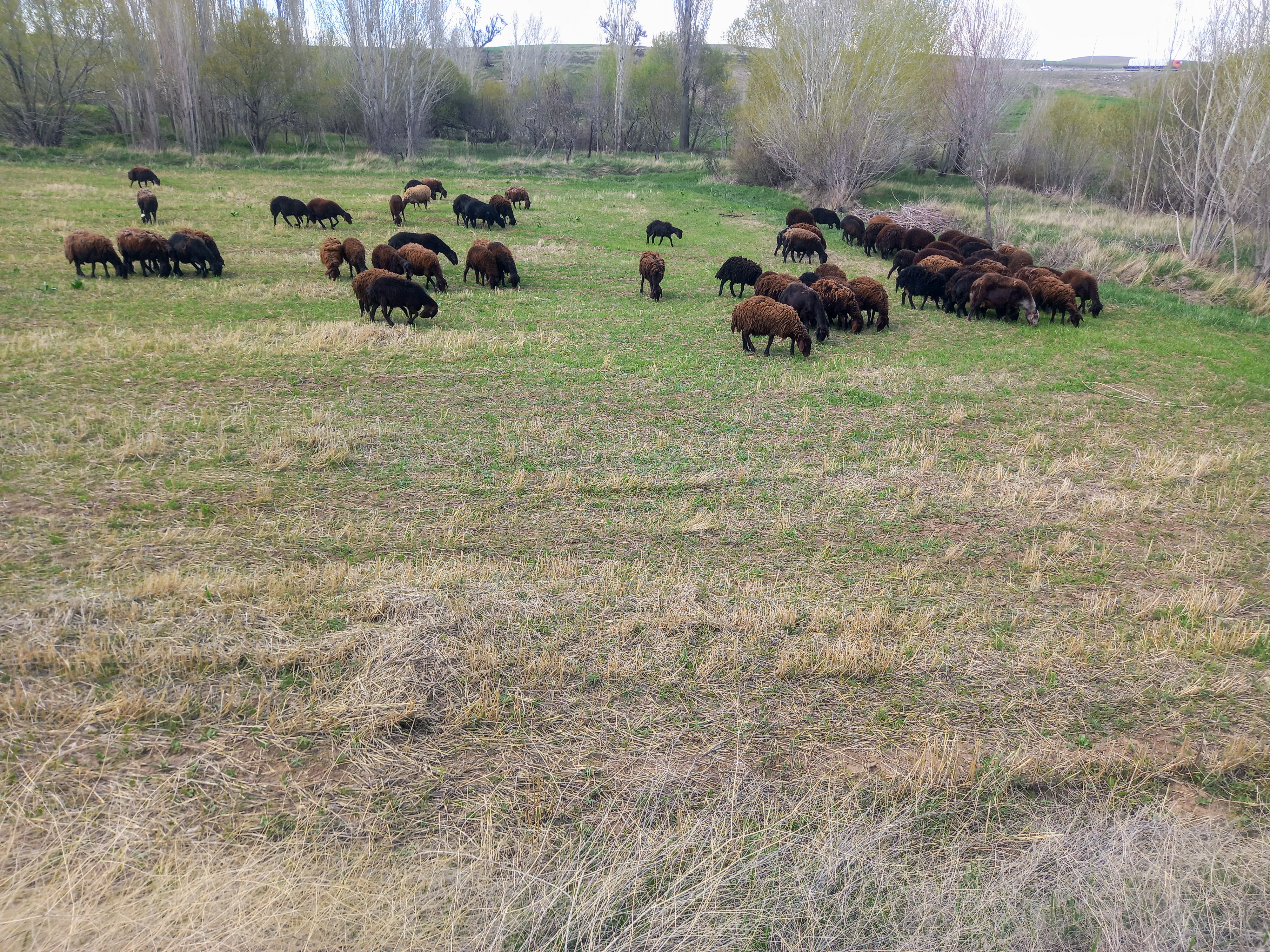